# Roboti úsvitu
Roboti úsvitu (v angl. originále The Robots of Dawn) je třetí díl série o robotech z pera amerického spisovatele Isaaca Asimova, který vyšel v roce 1983 v americkém nakladatelství Doubleday.
V příběhu se objevuje zmínka o psychohistorii – vědě, kterou v daleké budoucnosti přivede do praxe heliconský matematik Hari Seldon. Zde o ní přemýšlí jedna z postav (robotik dr. Han Fastolfe) jako o pravděpodobné metodě mapující zákonitosti chování lidských mas. Také je několikrát odkazováno na Susan Calvinovou , což byla v Asimovově universu pozemská robotička z 21. století (hlavní robotička firmy U.S. Robots and Mechanical Men), kterou lze nalézt v několika autorových povídkách o robotech. Děj románu se odehrává 2 roky po událostech z předchozí knihy Nahé slunce.
Kniha Roboti úsvitu byla nominována na ceny Hugo a Locus v roce 1984, nevyhrála však ani jednu z nich.

## Historie románu
Po úspěších předchozích románů Ocelové jeskyně a Nahé slunce navrhli v nakladatelství Isaacu Asimovovi, aby napsal třetí díl a stvořil tak trilogii, podobně jako vznikla v té době Nadace. Autor souhlasil, měl již představu o schématu knihy a také název: Hranice nekonečna. Kniha měla mít výraznější milostný motiv a příběh se měl odehrávat na Auroře, kde by množství robotů a lidí bylo ve větší rovnováze než v předchozích dílech.
V červnu 1958 se vydal Asimov s rodinou na třítýdenní dovolenou do domku na pobřeží Marshfieldu v Massachusetts. Tady hodlal s románem pokročit, nicméně se mu to nedařilo podle svých představ. V 50. letech se zabýval spíše literaturou faktu a najednou zjistil, že téma pro novou knihu momentálně nedokáže odpovídajícím způsobem zpracovat. Ačkoli to měl stále v plánu, trvalo 25 let, než román spatřil světlo světa. Mezitím o něj pravidelně žádali fanoušci. Nově napsaný román Roboti úsvitu nemá mnoho společného s pokusem z roku 1958.
Název románu odkazuje na ústřední dvojici robotů R. Daneela Olivawa a R. Giskarda Reventlova, kteří byli zkonstruováni na Auroře, vůdčím světě padesáti Intermitentních planet, jehož jméno znamená „úsvit“ (respektive R. Daneel Olivaw byl zkonstruován ve Vesmírném městě na Zemi, avšak to byla pozemská enkláva Aurory a dalších Intermitentních planet).

## Námět
Dvojice vyšetřovatelů Elijáš Baley a R. Daneel Olivaw se opět setkává, tentokrát na planetě Auroře, nejvyspělejší z Intermitentních planet. Důvodem je zničení humanoidního robota Jandera Paneela. Hlavním podezřelým je doktor robotiky a robotův tvůrce Han Fastolfe, jenž se po opuštění Vesmírného města na Zemi vrátil na svou rodnou planetu Auroru a vstoupil do politiky. Nyní čelí obvinění globalistů. Na pozadí se odehrává soupeření o získání hlavního vlivu při druhé vlně kolonizace vesmíru, jednu stranu představuje dr. Fastolfe, jenž podporuje Zemi a její budoucí kolonisty, protiváhu tvoří aurorští globalisté, kteří hodlají terraformovat další planety bez Pozemšťanů, zato s využitím robotů. V knize je přítomen i milostný motiv, jenž v dosavadní autorově tvorbě nebyl obvyklý. V popsaném společenském zřízení na planetě Aurora se vyskytuje incest, je zde běžnou praktikou.

## Obsah knihy
Celkem 84 kapitol je rozděleno do 18 částí:
- Baley
- Daneel
- Giskard
- Fastolfe
- Daneel a Giskard
- Gladia
- Znovu Fastolfe
- Fastolfe a Vasilia
- Vasilia
- Znovu Vasilia
- Gremionis
- Znovu Gremionis
- Amadiro
- Znovu Daneel a Giskard
- Znovu Gladia
- Předseda
- Znovu předseda
- Znovu Baley

## Postavy
- Bentley „Ben“ Baley – 19letý syn Elijáše Baleyho.
- Elijáš Baley – pozemský detektiv.
- Lavinia Demachek – podsekretářka pozemského Úřadu spravedlnosti.
- Fanya – žena dr. Fastolfa.
- Han Fastolfe – významný robotik z Aurory s politickými ambicemi.
- Gladia Solaria – dříve známá pod jménem Gladie Delmarrová, žena ze Solarie, která se přestěhovala na planetu Auroru.
- Lumen – dcera dr. Fastolfa.
- dr. Vasilia Aliena – dcera dr. Fastolfa, robotička.
- Santirix Gremionis – mladý aurorský občan, návrhář účesů a módních oděvů.
- Fuad Labord – aurorský spisovatel.
- Kelden Amadiro – vedoucí Institutu robotiky v Eosu a vlivný člen strany globalistů.
- Maloon Cicis – robotik na Institutu robotiky v Eosu.
- Rutilan Horder – předseda Rady Aurory.
- R. Borgraf – jeden z robotů Gladie Solarie.
- R. Geronimo – jeden z robotů na newyorském policejním komisařství.
- R. Faber – jeden z Fastolfových robotů.
- R. Giskard Reventlov – robot zkonstruovaný aurorským robotikem dr. Hanem Fastolfem. Má za úkol zajišťovat společně s R. Daneelem Olivawem ochranu Elijáše Baleyho.
- R. Daneel Olivaw – aurorský robot, jenž byl zkonstruován ve Vesmírném městě, pozemské enklávě Intermitentních planet (neboli Vnějších světů). Partner Elijáše Baleyho při vyšetřování.
- R. Jander Paneel – mimo R. Daneela Olivawa jediný humanoidní robot. Byl záhadně umrtven, k případu je povolán detektiv Elijáš Baley.
- R. Pandion – jeden z robotů Gladie Solarie.
- R. Debrett – robot dr. Vasilie Alieny.
- R. Brundij – robot Santirixe Gremionise.
- Wilson Roth – policejní komisař z New Yorku, nadřízený Elijáše Baleyho, převzal funkci po Juliovi Enderbym (policejním komisaři z knihy Ocelové jeskyně).

## Děj
Detektiv Elijáš Baley je předvolán do kanceláře Wilsona Rotha, jeho nadřízeného a policejního komisaře v New Yorku, kde na něj čeká podsekretářka Úřadu spravedlnosti Lavinia Demachek. Je mu vysvětleno, že bez jakýchkoli okolků bude vyslán na nejvlivnější z Vnějších světů Auroru. Vyžádal si jej známý aurorský robotik dr. Han Fastolfe, který čelí zdánlivě neřešitelné situaci, je obviňován ze zničení vlastního humanoidního robota Jandera Paneela. Mimoto jsou zde také další záměry, Fastolfe je příznivě nakloněn Zemi, což se o ostatních významných členech společnosti Vnějších světů nedá říct, a pozemská vláda o tuto přízeň nechce přijít. Země je totiž stále v nerovnovážné pozici vůči ostatním obydleným planetám.
Baley přilétá na Auroru do města Eos, kde se shledává nejen s dr. Fastolfem, ale i se svým kolegou z předešlých akcí – humanoidním robotem R. Daneelem Olivawem. Neotálí a zahajuje vyšetřování. Vyzpovídá robotika Fastolfa, jenž mu předestře názor, jak moc je situace spletitá. Dle něj nemohl Jandera nikdo kromě jeho samotného zničit a on tvrdí, že to neudělal. Zbývá zde velmi nepravděpodobná, prakticky nulová možnost samovolné poruchy robotova pozitronického mozku. Baley se shledává i s Gladií Solarií (dříve známou pod jménem Gladie Delmarrová), protagonistkou z předešlé knihy Nahé slunce, která se přestěhovala na Auroru. Zjistí, že Fastolfe Gladii humanoidního robota zapůjčil a ona jej posléze využívala pro sexuální potěšení a dokonce si k němu vytvořila citovou vazbu.
Příští den navštíví dr. Vasilii Alienu, Fastolfovu dceru a rovněž robotičku, která svému otci zazlívá, že ji odmítl, když mu v mládí nabídla pohlavní styk. Dr. Vasilia v detektivovi utvrdí podezření, že je ve věci nějak angažován mladý Aurořan Santirix Gremionis, jenž se dvořil jednak jí samotné a jednak i Gladii. Po rozhovoru s ním má Baley jasno, že se jedná o zamilovaného muže, jenž se ztrácí ve volných mravech aurorské společnosti.
Dalším navštíveným je vedoucí Institutu robotiky a významný člen globalistů Kelden Amadiro, jenž stojí v přímé opozici vůči dr. Fastolfovi a jeho plánům. Globalisté nehodlají připustit, aby ve druhé vlně kolonizace vesmíru figurovali Pozemšťané, jejich záměrem je obsadit další planety za pomoci vyvíjených humanoidních robotů. Dr. Fastolfe je překážkou, kterou je zapotřebí odstranit.
Amadiro se navenek tváří příjemně, ale jen maskuje své pravé cíle. Jelikož Institut není přes spolupráci mnoha robotiků postoupit ve vývoji humanoidního robota, Amadiro zaměřil svůj zájem na dosud jediné dva roboty tohoto druhu – R. Jandera Paneela a R. Daneela Olivawa. Jeden z nich je vyřazen z činnosti, druhý právě doprovází detektiva Baleyho. Když se Baley chystá k odjezdu, záměrně ho zdržuje.
Baley v doprovodu R. Daneela a R. Giskarda odjíždí. Venku zuří bouře a vznášedlo přestává reagovat na příkazy řidiče. R. Giskard si všimne, že je sleduje jiné vozidlo. Baleymu je to nyní jasné, ví, že na jejich vznášedle byla provedena sabotáž, aby je Amadiro mohl pod záminkou přivést zpět do Institutu kvůli R. Daneelovi. Baley vydá příkaz, aby se oba jeho roboti někde ukryli. Má pravdu, vzápětí se objeví roboti z Institutu a pátrají po R. Daneelovi. Detektiv je přelstí, vyšle je falešným směrem. Pak se vydává ven do bouře, kde jej přepadává úzkost a omdlí.
Probudí se v bezpečí v sídle Gladie Solarie. Gladie o něj měla obavy a dbá na to, aby se mu dostalo veškerého pohodlí. Ten večer se oba vzájemně sblíží. Baley před usnutím podvědomě přijde na důležitou stopu, ale usíná a ráno si ji nepamatuje. Gladia mu ji připomene.
Další den se koná u dr. Fastolfa sezení ohledně jeho sporu s Amadirem, u kterého je přítomen i Elijáš Baley a předseda Rady Aurory Rutilan Horder. Baley opět předvede svou mistrnou schopnost dedukce a usvědčí vedoucího Institutu Keldena Amadira z nekalých zájmů. Z politických důvodů bude tento případ utajen, aby se neoslabila pozice Aurory před ostatními světy, nicméně globalisté ztratí svůj vliv a Zemi bude povoleno podílet se na druhé vlně kolonizace. Baley vyřešil takřka nemožný úkol. Sám ale ví, že je zde ještě někdo, kdo zná tajemství humanoidních robotů a doposud stál v pozadí a jako šedá eminence nepatrně ovlivňoval dění. Před svým návratem na Zemi a poté co se rozloučil s Gladií se jde projít s R. Giskardem. Ví, že robot dokáže číst myšlenky, napovědělo mu to několik drobných detailů. Rovněž seznal, že to byl R. Giskard, kdo se postaral o znehybnění R. Jandera Paneela. R. Giskard nezapírá, jednal v zájmu správné věci, kdyby se Amadirovi podařilo rozluštit tajemství humanoidního robota, mělo by to pro budoucnost nedozírné následky.
| „                              | Proč jsem je odbyl slovem ‚stroje‘? Oni jsou dobrými stroji ve Vesmíru občas špatných lidí. Nemám žádné právo srovnávat stroje s lidmi, ale pouze je rozlišovat na dobré a zlé. | “ |
| — Isaac Asimov – Roboti úsvitu | |   |

## Česká vydání
- Roboti úsvitu, 1.vydání, Klub Julese Vernea, Praha, edice Poutník – Malá knižní řada (č. 10), 1993, ISBN 80-901280-8-4, překlad Karel Čermák, 508 stran, brožovaná [7]
- Roboti úsvitu, 2.vydání, Triton, Praha, edice Trifid č. 19, 2003, ISBN 80-7254-297-4 , překlad Karel Čermák, 544 stran, brožovaná